# Amanda Levete
Amanda Jane Levete DBE (Bridgend, País de Gales, 17 de novembro de 1955) é uma arquiteta britânica, ganhadora do Prêmio Stirling e diretora do escritório de arquitetura AL_A.

## Carreira
Nascida em Bridgend, no sul do País de Gales, Amanda foi aluna da St Paul's Girls' School, em Londres, e da Hammersmith School of Art. Estudou arquitetura na Architectural Association School of Architecture, tendo sida estagiária no escritório Alsop & Lyall e, após formada, arquiteta no escritório Richard Rogers Partnership. Como co-fundadora do escritório Powis & Levete, foi nomeada para a exposição '40 under 40' do Royal Institute of British Architects (RIBA) em 1985. Levete juntou-se a Jan Kaplický no Future Systems em 1989, e atuou como administradora da organização artística Artangel de 2000 a 2013 e da think tank Young Foundation.
Amanda Levete é creditada por tornar realidade os projetos orgânicos e conceituais do Future Systems. Reconhecido como um dos escritórios mais inovadores do Reino Unido, os trabalhos do Future Systems incluem a loja de departamentos Selfridges em Birmingham  e o Lord's Media Center, que ganhou o Prêmio Stirling do RIBA em 1999.
Levete formou o escritório de arquitetura AL_A (antes chamado Amanda Levete Architecture) em 2009, e em 2011 o escritório venceu o concurso internacional para projetar uma nova entrada, pátio e galeria para o Victoria and Albert Museum de Londres, que apresenta um pátio de porcelana. Os projetos de AL_A incluem o projeto do Museu de Arte, Arquitetura e Tecnologia (MAAT) em Lisboa para a Fundação EDP, o projeto da Embaixada Central em Bangkok, o 10 Hill's Place em Londres e o restaurante pop-up Tincan.
Em 2014, o AL_A foi escolhido para projetar o segundo MPavilion para a Naomi Milgrom Foundation, em Melbourne, o primeiro a ser projetado por um arquiteto internacional. Seu pavilhão, feito de pétalas sobrepostas em fibra de vidro, foi aberto ao público em outubro de 2015.

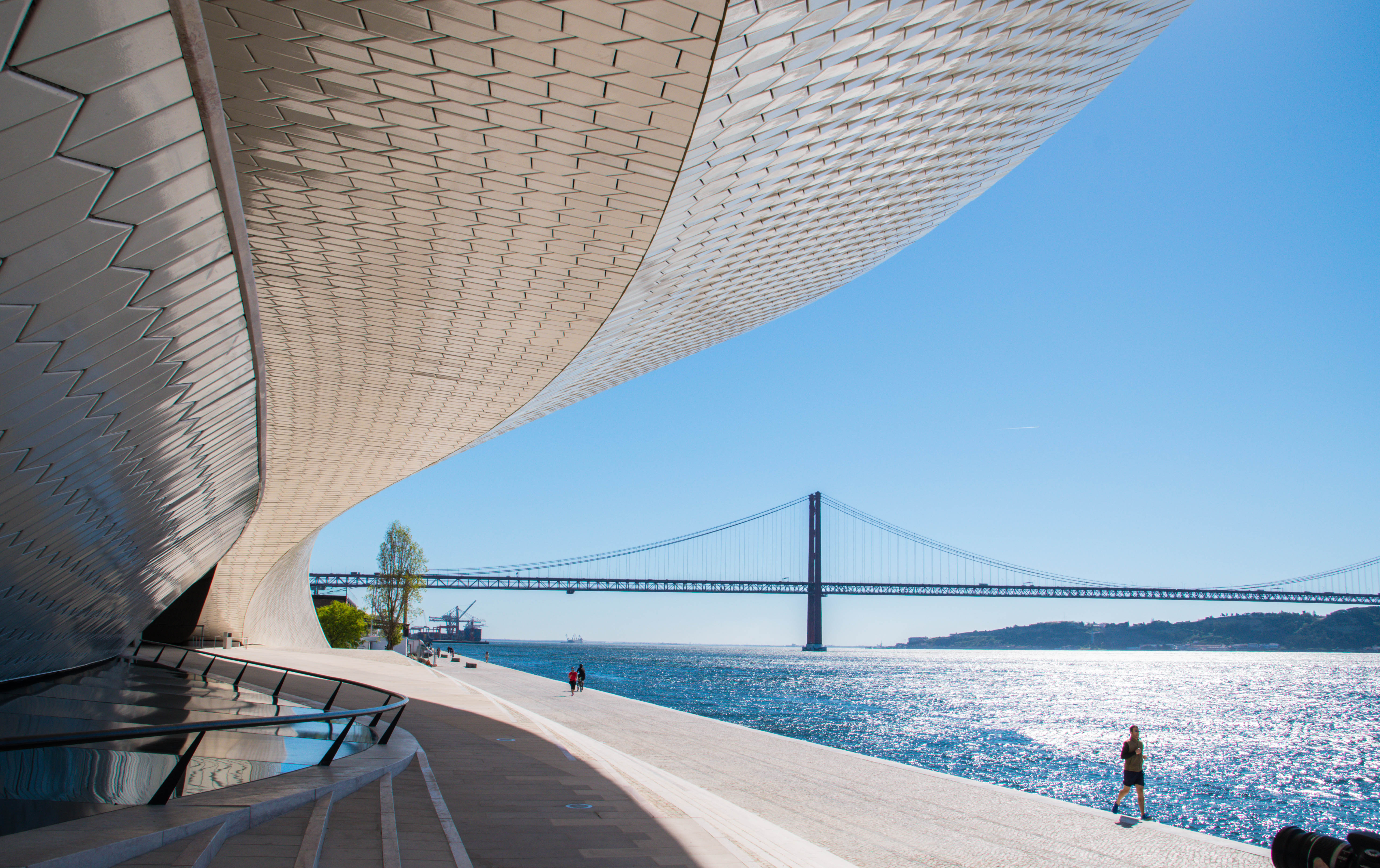
O Museu de Arte, Arquitetura e Tecnologia, em Lisboa.

O Museu de Arte, Arquitetura e Tecnologia (MAAT), em Lisboa, foi inaugurado em 5 de outubro de 2016 com obras de Dominique Gonzalez-Foerster. O museu de 20 milhões de euros fica no rio Tejo, a oeste do centro da cidade e foi descrito como "sinuoso" e "um dos mais líricos novos museus da Europa". Também em 2016, a AL_A concluiu o prédio da sede do campus de mídia de 13 hectares para o projeto Sky Central, no centro de Londres.

## Prêmios
Em 2017, foi nomeada Comandante da Ordem do Império Britânico (CBE) por serviços para a arquitetura.
Em 2018, recebeu o prêmio Jane Drew pelo The Architects' Journal e The Architectural Review.

## Vida pessoal
Amanda conheceu o arquiteto tcheco Jan Kaplický nos anos 80. Eles se casaram em 1991, tiveram um filho, Josef, em 1995 e se divorciaram em 2006. Levete e Kaplický trabalharam juntos profissionalmente de 1989 a 2009.  Desde 2007, Levete é casada com Ben Evans, diretor do London Design Festival.